# Sant'Agostina Pietrantoni
Sant'Agostina Pietrantoni, även benämnd Sant'Agostina Pietrantoni della Borgatella och Sant'Agostina Pietrantoni a San Basilio, är en kyrkobyggnad i Rom, helgad åt den heliga barmhärtighetssystern Agostina Pietrantoni (1864–1894). Kyrkan är belägen vid Via Casal Tidei i quartiere San Basilio och tillhör församlingen Sant'Agostina Pietrantoni.
Kyrkan förestås av stiftspräster.

## Historia
Kyrkan uppfördes år 2001 och konsekrerades samma år. Kyrkan är belägen vid Via Casal Tidei i fonden av en bilparkering, vilken flankeras av hyreskomplex.